# Theo de Jong (bassist)
Theo de Jong (Utrecht, 24 april 1957) is een all-round basgitarist die voornamelijk werkzaam is in Nederland en België.

## Eerste stappen
Beide ouders Lex en Elly de Jong waren musici, resp. violist/gitarist en operazangeres, en startten in het begin van de jaren '60 hun particuliere muziekschool UMS (Utrechtse Muziek Studio) in de wijk Hoograven. Vader Lex was een multi-instrumentalist en gaf er les in ukelele, gitaar, mandoline en viool. Elly gaf er voornamelijk zang- en pianoles. De jonge Theo probeerde al deze instrumenten uit maar viel in 1968 uiteindelijk voor de basgitaar; hij was toen elf jaar. Alhoewel zijn eerste interesse lag bij de popmuziek, rock, breidde hij dat in zijn jeugd al uit naar jazz, waarbij hij via jamsessies jazzstandards kon oefenen. (Een grachtenkelder aan de Oudegracht in Utrecht, genaamd Bernia's Jazzcafé,was zijn geliefde hang-out. Daar kwam hij drummer Jan Pilon tegen die hem de wereld van de jazz in loodste. Tegenwoordig is hij overigens nog regelmatig te bewonderen in een andere grachtenkelder in Utrecht, het Oude Pothuys, waar regelmatig sessies zijn.) Nog tijdens zijn schoolperiode werkte hij veel voor producer/pianist/saxofonist Clous van Mechelen en was hij al in talloze opnamen te horen in reclames en films.

## Kayak
De band Kayak zat na het vertrek van Bert Veldkamp om een basgitarist verlegen. Bandleider Ton Scherpenzeel had kennelijk over hem gehoord (zijn naam ging al rond) en vroeg of hij auditie wilde doen. Daar had De Jong wel oren naar en toog naar Haarlem. Hij was al fan sinds See see the sun en kon de nummers waaronder volgens De Jong) Wintertime, van de vroegere elpees vlot meespelen. Handig bij zijn toetreden was dat Scherpenzeel zelf als bassist was begonnen en hem dus exact kon uitleggen wat hij van De Jong verwachtte, al gaf die er wel zijn eigen draai aan. In 1977 werd de LP Starlight Dancer opgenomen waarop Theo alle baspartijen voor zijn rekening nam. Geleidelijk aan trok hij muzikaal toch weer richting jazz en fusion en na ruim één jaar intensief bij Kayak werkzaam te zijn geweest verliet hij de band. (Peter Scherpenzeel, broer van Ton was zijn opvolger.)

## En verder...
Na die periode volgde een hele rits aan musici en bands/ensembles waar Theo de Jong bij/in ging spelen. Kaz Lux, Ekseption, Rob Franken, Toots Thielemans, Candy Dulfer, Ivan Paduart, Philip Catherine, Dee Dee Bridgewater, Maurane, Batida (band van Josee Koning met o.a. Nippy Noya), etc. maakten van zijn diensten gebruik. In de 21e eeuw volgden Ilse de Lange (samen met gitarist Joost Vergoossen, latere Kayak-gitarist), Gino Vannelli, Trijntje Oosterhuis, Peter Tiehuis (band T5), Fay Claassen, Karel Boehlee, Peter Hertmans, Anne Wolf, maar ook bijvoorbeeld Peter Herbolzheimer (album "Big Band Bebop"), Ook speelde hij mee op albums van o.a. Herman van Veen en Ack van Rooyen.

## Docentschap
Net als zijn ouders is hij naast muzikant-zijn ook een gepassioneerd muziekdocent geworden en geeft hij zijn opgedane kennis en ervaringen graag door aan jongere musici; sinds 1985 is hij docent aan het Conservatorium van Utrecht en het Hilversums Conservatorium (tegenwoordig het Conservatorium van Amsterdam). 